# Pieter Wagemans

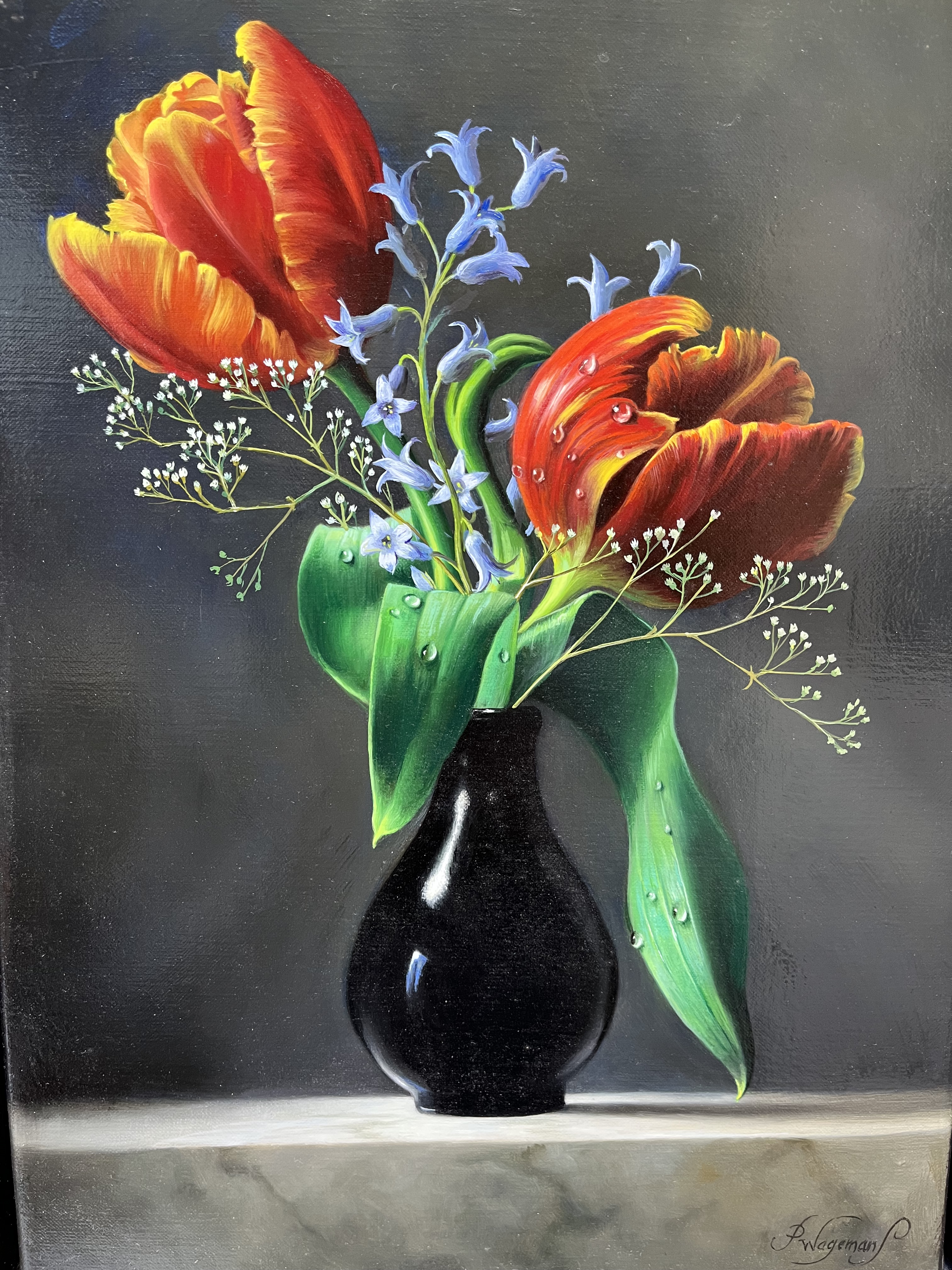
Gevlamde tulpen

Pieter Wagemans (Merksem, 1948) is een Belgische kunstschilder. Hij schildert hyperrealistische en romantisch realistische bloemencomposities.

## Levensloop
Wagemans was de zoon van Henri Wagemans en Adrienne Heulens. Op vijftienjarige leeftijd startte hij in 1963 de studie aan de Koninklijke Academie voor Schone Kunsten van Antwerpen en volgde klassieke opleiding en grafische vormgeving. Zijn leermeester was kunstschilder Victor Dophyn, de vader van de bekende kunstschilder Willem Dolphyn. In 1969 studeerde hij af als grafische vormgever-illustrator kunstenaar. Na zijn legerdienst, in 1971, trouwde hij en vestigde zich in Schoten, waar ook zijn schildersatelier is.
In 2014 kwam Wagemans in contact met een Chinese kunstenaarsgroep die te gast was in Vlaanderen, en er ontstond een samenwerking voor een tentoonstelling met het thema Who can give us Peace? Zo kon Wagemans op 31 maart 2015 tentoonstellen in het Europees Parlement te Brussel, met als gevolg zijn werk werd aankocht en opgenomen in de kunstverzameling van het Vlaams Parlement.
Op voorafgaande uitnodiging nam hij deel in 2013 aan de jaarlijkse internationale kunsttentoonstelling Art Revolution Taipei in Taiwan met vijf grote werken.
In 2020 kreeg hij de opdracht voor het schilderen van twee grote bloemenschilderijen voor het paleis van de sultan van Oman. Andere werken van Wagemans hangen onder meer in het Vlaams Parlement en het gemeentehuis van Schoten. Zijn bloemstillevens worden jaarlijks getoond tijdens de Chelsea Flower Show.
In 2022 werd hij voorzitter van de "Koninklijke Kunstkring Hoger OP“ in het Kasteel van Schoten.